# 吊蚊帐狸
吊蚊帐狸（かやつりたぬき、かやつりだぬき），是德島县美馬郡三島村舞中島（現・美馬市）传说中的妖怪。

## 概要
在半夜的路上，突然使人觉得吊着蚊帐，朦朦胧胧，不能前进与后退。就是这个吊蚊帐狸搞的鬼。

## 関連項目
- 日本妖怪列表